# マハーブアルシマール
マハーブアルシマール（Mahab Al Shimaal、アラビア語: مهب الشمال マハブ・アッシマール）とはドバイレーシングクラブがメイダン競馬場のダート1200mで施行する競馬の国際競走である。マハブアルシマールと表記される場合もある。

## 概要
ドバイレーシングカーニバルに指定され、スーパーサタデーの第4競走に施行されている。

## 歴史
- 2001年 - 準重賞（LR）競走として創設。マカオのアクティヴボーボーが優勝し、UAE調教馬以外の外国馬が初勝利。なおマカオの競走馬が海外重賞で初勝利を挙げた。
- 2002年 - コンロイが優勝し、UAE調教馬が初勝利。
- 2003年 - この年以降G3に格付け。
- 2004年 - コンロイとアディティアン・セルヴァラトナム（Aditiyan Selvaratnam）厩舎が3連覇を達成。
- 2007年 - アグネスジェダイが日本生産及び調教馬として初出走し5着。
- 2011年 - 南アフリカのバンカブルがアフリカ勢で初優勝。
- 2012年 - バーレーンのクリプトンファクターが優勝。管理調教師兼オーナーのF.ナースがバーレーンの競走馬に重賞初勝利を挙げる結果になった。
- 2014年 - 香港のリッチタペストリーが前年王者のレイナルドザウィザードを交わして優勝。香港勢のドバイミーティング前哨戦の勝利は初。

## 歴代優勝馬
※馬齢表記は北半球の基準で表記。
| 回     | 施行日        | 調教国・優勝馬     | 日本語読み             | 性齢 | タイム  | 優勝騎手       | 管理調教師         |
| ------ | ------------- | ------------------ | ---------------------- | ---- | ------- | -------------- | ------------------ |
| 第1回  | 2001年3月1日  | Active Bo Bo       | アクティヴボーボー     | 騸4  | 1:10.14 | R.バーク       | Y.ラム             |
| 第2回  | 2002年3月2日  | Conroy             | コンロイ               | 騸4  | 1:09.92 | G.ハインド     | A.セルヴァラトナム |
| 第3回  | 2003年3月8日  | Conroy             | コンロイ               | 騸5  | 1:11.30 | K.マカヴォイ   | A.セルヴァラトナム |
| 第4回  | 2004年3月6日  | Conroy             | コンロイ               | 騸6  | 1:11.04 | L.デットーリ   | A.セルヴァラトナム |
| 第5回  | 2005年3月5日  | Estimraar          | エスティムラール       | 騸8  | 1:10.71 | R.マレン       | M.アル・クルディ   |
| 第6回  | 2006年3月2日  | Tropical Star      | トロピカルスター       | 騸6  | 1:10.92 | R.フレンチ     | A.アル・ライヒ     |
| 第7回  | 2007年3月1日  | Terrific Challenge | テリフィックチャレンジ | 牡5  | 1:09.66 | R.ムーア       | D.ワトソン         |
| 第8回  | 2008年3月6日  | Diabolical         | ダイアボリカル         | 牡5  | 1:09.59 | K.マカヴォイ   | S.ビン・スルール   |
| 第9回  | 2009年3月5日  | Gayego             | ガイエゴ               | 牡4  | 1:11.19 | T. ダーカン    | S.ビン・スルール   |
| 第10回 | 2010年3月4日  | Desert Party       | デザートパーティ       | 牡4  | 1:10.82 | L. デットーリ  | S.ビン・スルール   |
| 第11回 | 2011年3月3日  | Bankable           | バンカブル             | 牡7  | 1:11.52 | R.ムーア       | H.ブラウン         |
| 第12回 | 2012年3月10日 | Krypton Factor     | クリプトンファクター   | 騸4  | 1:11.56 | K.ファロン     | F.ナス             |
| 第13回 | 2013年3月9日  | Reynaldothewizard  | レイナルドザウィザード | 騸7  | 1:11.89 | R.マレン       | S.シーマー         |
| 第14回 | 2014年3月8日  | Rich Tapestry      | リッチタペストリー     | 騸6  | 1:11.70 | O.ドゥルーズ   | C.チャン           |
| 第15回 | 2015年3月7日  | Shaishee           | シャイシー             | 騸5  | 1:12.13 | S. デ・ソウザ  | M. アル・ライヒ    |
| 第16回 | 2016年3月5日  | Muarrab            | ムアラーブ             | 騸7  | 1:10.20 | P.ハナガン     | M.アル・ムハイリ   |
| 第17回 | 2017年3月4日  | Morawij            | モラウィジ             | 騸7  | 1:11.23 | C.Hayes        | D.Selvaratnam      |
| 第18回 | 2018年3月10日 | Jordan Sport       | ジョーダンスポート     | 騸5  | 1:10.18 | A.Vries        | F.ナス             |
| 第19回 | 2019年3月9日  | Drafted            | ドラフテッド           | 騸5  | 1:11.66 | P.Dobbs        | D.Watson           |
| 第20回 | 2020年3月7日  | Wafy               | ワフィ                 | 騸5  | 1:11.89 | T.O'Shea       | S.Seemar           |
| 第21回 | 2021年3月6日  | Canvassed          | キャンヴァスト         | 騸6  | 1:10.20 | P.Dobbs        | D.Watson           |
| 第22回 | 2022年3月5日  | Eastern World      | イースタンワールド     | 騸5  | 1:11.14 | R.Dawson       | A.bin Harmash      |
| 第23回 | 2023年3月4日  | Sound Money        | サウンドマネー         | 牡5  | 1:11.05 | M.バルザローナ | B.Seemar           |
| 第24回 | 2024年3月2日  | Leading Spirit     | リーディングスピリット | 騸8  | 1:11.59 | P.コスグレイヴ | B.Seemar           |
| 第25回 | 2025年3月1日  | Tuz                | タズ                   | 騸8  | 1:10.22 | T.オシェア     | B.Seemar           |